# Rosemary Quispe
Rosemary Quispe (ur. 20 sierpnia 1983) – boliwijska lekkoatletka specjalizująca się w biegach długodystansowych. Olimpijka.
W sierpniu 2016 wystartowała w olimpijskim maratonie – w biegu w Rio de Janeiro uzyskała czas 2:58:32, plasując się na 117. pozycji.
Rekord życiowy: maraton – 2:43:47 (17 kwietnia 2016, Hamburg).

## Osiągnięcia
| Rok  | Impreza              | Miejsce        | Konkurencja | Pozycja      | Wynik   |
| ---- | -------------------- | -------------- | ----------- | ------------ | ------- |
| 2016 | Igrzyska olimpijskie | Rio de Janeiro | maraton     | 117. miejsce | 2:58:32 |